# 偕拓堂アート
株式会社偕拓堂アート（かいたくどうアート、英: Kaitakudo Art Co.,Ltd.）は、岐阜県本巣郡北方町に本部を構える大手の掛軸製造卸業者。1976年（昭和51年）3月17日設立。掛軸作品の企画から製作、表装、仕上げ、卸販売までを自社一貫にて行っており、短納期・小ロット･高品質生産に対応できるのが特徴となっている。

## 沿革
- 1970年4月 - 会長が個人創業 アートギャラリー富士を設立。
- 1976年3月 - (株)偕拓堂アートと社名変更・設立
- 1977年2月 - 岐阜市早田東町に営業本部を開設。
- 1990年8月 - 現在地に鉄骨4階建ての商品本部配送センター完成。
- 1994年4月 - 岐阜県庁前に(株)偕拓堂ギャラリー設立。
- 1996年3月 - 営業本部を現在地に移転。
- 2004年11月 - (株)偕拓堂ギャラリーを本巣市宗慶に移転。屋号を美術の森とする。
- 2013年9月 - 東京インターナショナル・ギフト・ショー初出展。
- 2014年2月 - ファッション合同展示会rooms初出展。
- 2015年11月 - 新しい掛軸シリーズXJiku(かけるじく) 企画・販売開始。

## 主な事業
- 新作掛軸製造卸
- 額装
- 絵画製造卸
- 掛軸などの表具（仕立て替えを含む）

## 主な取扱品目
- 掛軸
- 額装品
- 屏風
- 衝立
- 扁額
- 色紙

## グループ企業
- 岐阜軸装株式会社
- 偕拓堂ギャラリー美術の森
- 菊水（仕出し・弁当・仕出し割烹）